# Quai des Usines
 (août 2025).
Motif : Rue sans notoriété évidente. Sources secondaires semblent absentes.
- Archive Wikiwix
- Bing
- Cairn
- DuckDuckGo
- E. Universalis
- Gallica
- Google
- G. Books
- G. News
- G. Scholar
- Persée
- Qwant
- (zh) Baidu
- (ru) Yandex
- (wd) trouver des œuvres sur Wikidata

| 1. | Préciser le motif de la pose du bandeau. | Précisez le motif de la pose du bandeau en utilisant la syntaxe suivante : {{admissibilité à vérifier\|date=août 2025\|motif=remplacez ce texte par le motif}}                       |
| 2. | Informer les utilisateurs concernés.     | Pensez à avertir le créateur de l'article, par exemple, en insérant le code ci-dessous sur sa page de discussion : {{subst:avertissement admissibilité à vérifier\|Quai des Usines}} |

Le quai des Usines (en néerlandais : Werkhuizenkaai) est un quai bruxellois qui longe la rive droite du canal de Willebroeck et fait face au domaine royal.
Il va du square Jules de Trooz au boulevard Lambermont (pont Van Praet).
La numérotation des habitations et des entreprises va de 1 à 163 de manière continue.

## Adresses notables
- Nos 22-23 : Mabru (marché matinal de Bruxelles)
- Nos 155-157 : ancien familistère Godin
- No 158 : Docks Bruxsel

## Voies d'accès
- Ligne 3 du tramway de Bruxelles

## Galerie de photos

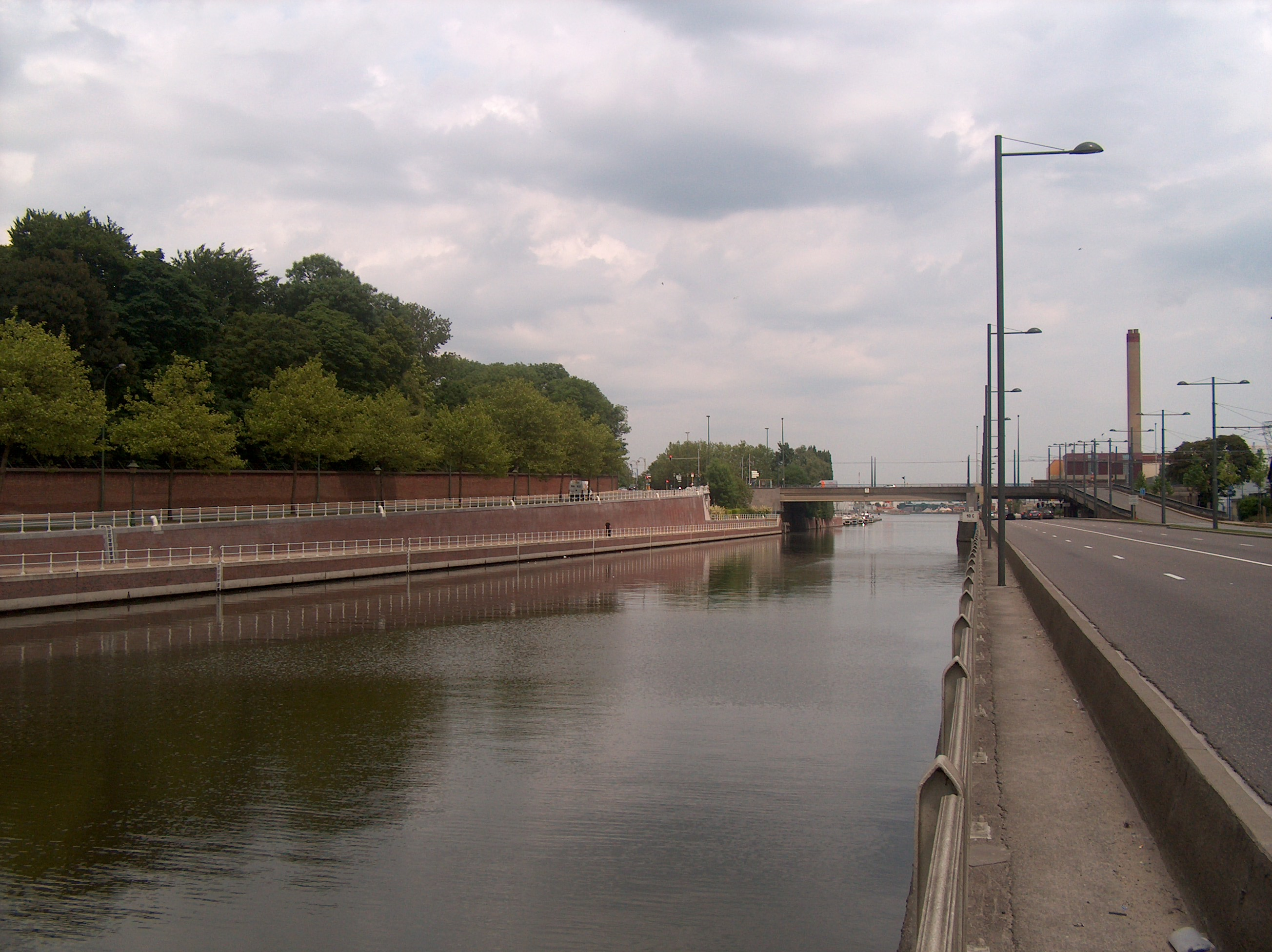
Le canal maritime de Bruxelles et le pont Van Praet.
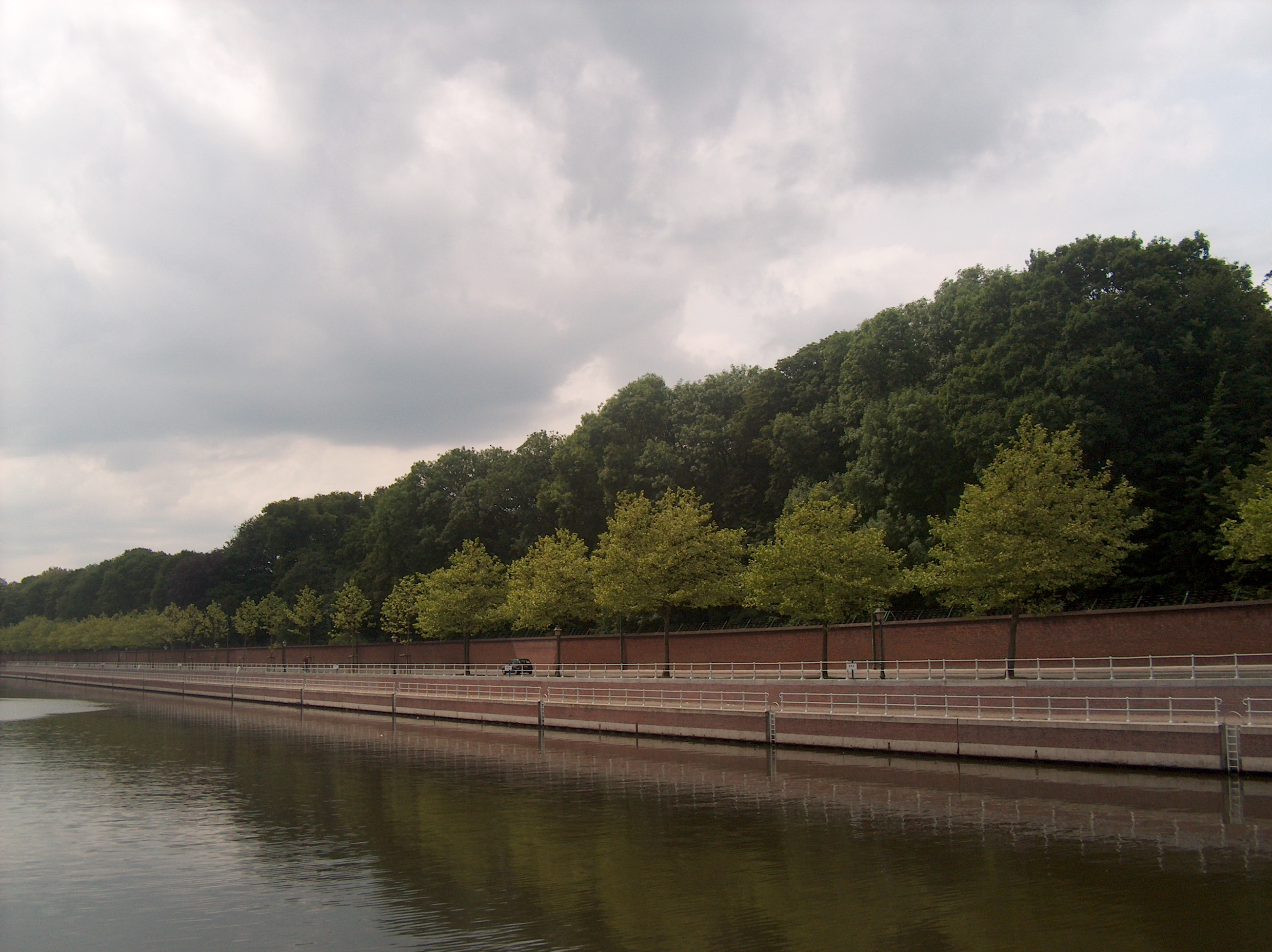
Le canal maritime de Bruxelles et le domaine royal de Laeken.
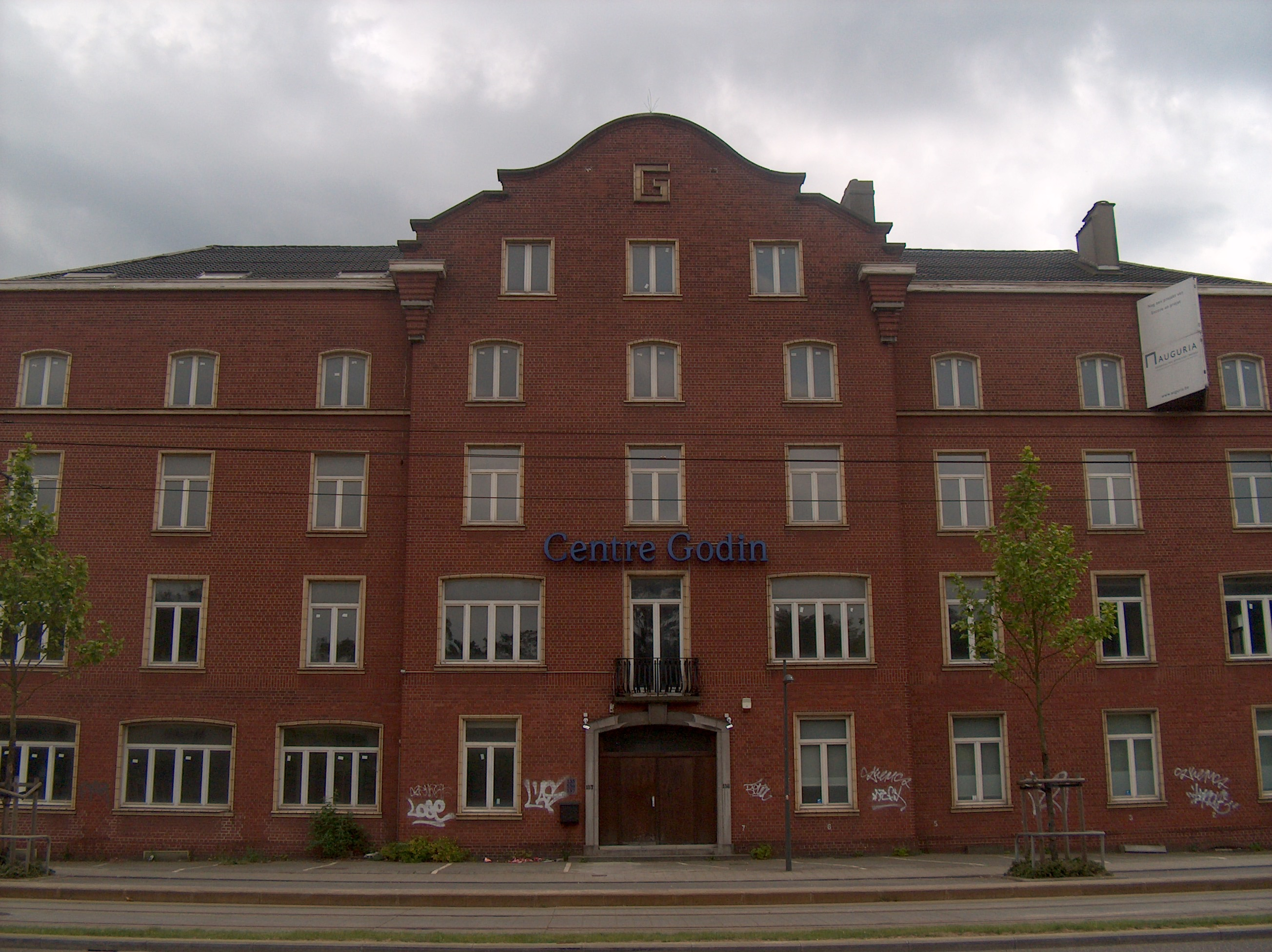
Centre Godin, quai des Usines nos 155-157.
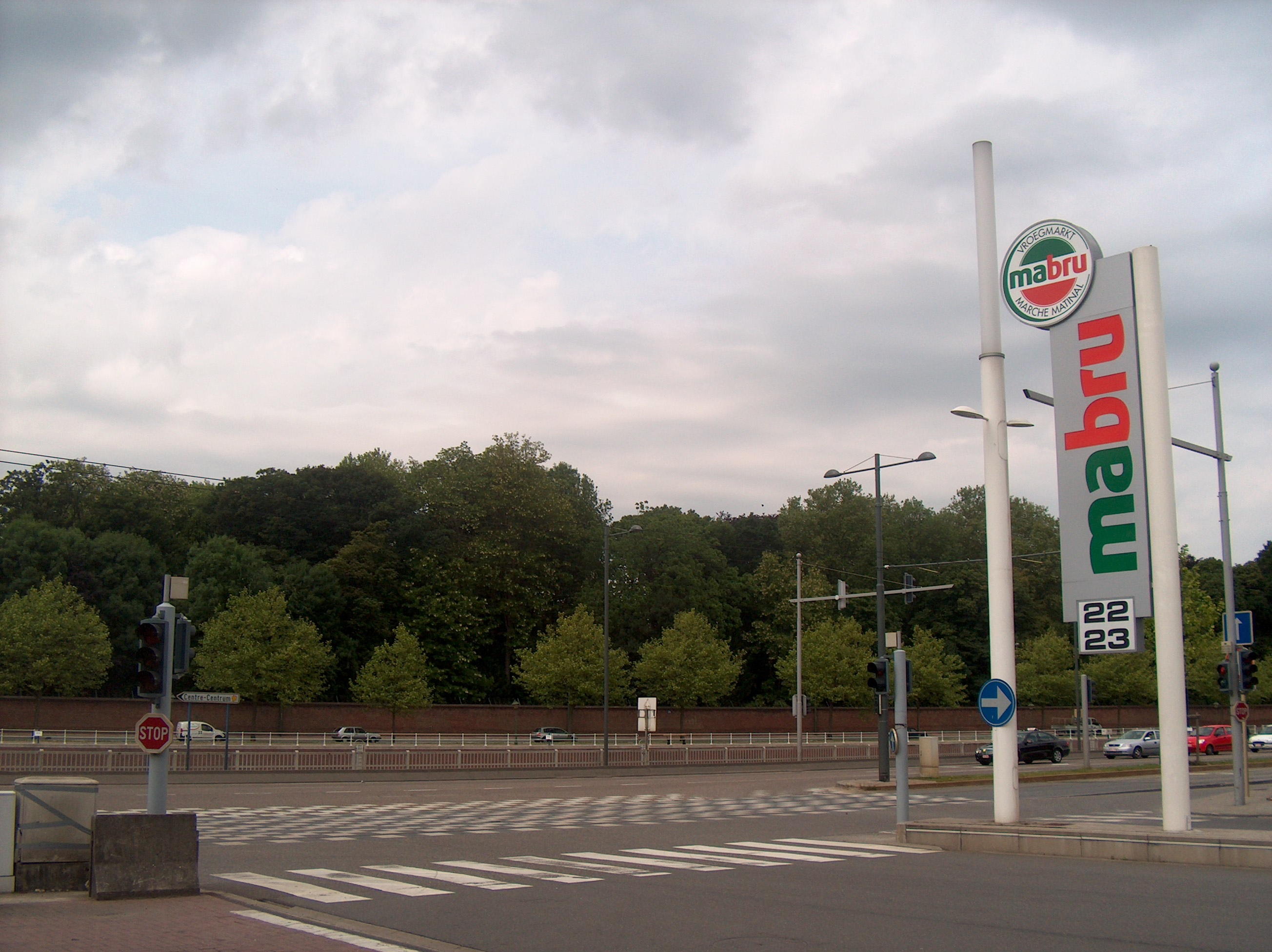
Mabru, quai des Usines nos 22-23.